# Bryophytina
Bryophytina é uma subdivisão da divisão Bryophyta, sendo aquela que inclui a maior biodiversidade entre os briófitos.

## Descrição
Os representantes da subdivisão Bryophytina são extremamente diversificados em morfologia e dimensões, variando em tamanho desde plantas muito pequenas (alguns milímetros) até aos 80 cm de altura. O protonema é geralmente filamentoso, unilinear, ramificado e de curta duração, embora raramente possa ser taloso (sem diferenciação) ou durável. O gametófito, a «planta de musgo», consiste geralmente em rizoides a partir dos quais se desenvolve um caulóide que constitui um eixo-tronco frequentemente ramificado a partir do qual se desenvolvem os filóides. Estes últimos são, de facto, muitas vezes apelidados de «folhas», embora não sejam homólogos das folhas das plantas vasculares. O caulóide, a estrutura caulinar que forma o eixo central da planta, é muitas vezes altamente diferenciado, com uma epiderme, uma casca e um fio central, bem visíveis em secção transversal. Este último contém hidroides, células especializadas no armazenamento de água, e no grupo Polytrichaceae estão também presentes um leptoma, uma estrutura anatómicas que forma um feixe condutor de água, na realidade um floema rudimentar, constituído por células especializadas designadas por leptoides.
Os Bryophytina são monóicos ou dióicos, variando a distribuição dos órgãos reprodutores entre indivíduos em função do grupo taxonómico a que pertencem.
O esporófito tem principalmente uma seda que, consoante a espécie, pode ter comprimentos muito diferentes. A cápsula (esporângio) é geralmente diferenciada numa estrutura de ligação sobre a qual uma coifa (ou caliptra) com um opérculo. O peristoma ocorre em dois tipos: (1) o peristoma nematodôntico, com dentes inteiros constituídos por células mortas; e (2) o persitoma  artrodôntico, formado a partir de porções de paredes celulares. O peristoma nematodôntico ocorre nos grupos Tetraphidopsida e Polytrichopsida, enquanto o do tipo artrodôntico é típico dos Bryopsida.

## Sistemática
A subdivisão Bryophytina é uma dos três taxa em que está geralmente dividido o filo Bryophyta, sendo em geral dividida em 5 classes, sendo 4 delas pobres em espécies, enquanto a outra, a classe Bryopsida, agrupa cerca de 98 % de todas as espécies de briófitos validamente descritas. As classes são as seguintes:
- Classe Andreaeopsida;
- Classe Oedipodiopsida;
- Classe Tetraphidopsida;
- Classe Polytrichopsida;
- Classe Bryopsida.